# Jerx
Jerx [tʃɜɹks] ist eine Rockband aus Graz, Österreich.

## Geschichte
Jerx tauchte erstmals 2000 unter diesem Namen in der österreichischen Musikszene auf. Durch diverse Auftritte, Konzerte und Tourneen in Deutschland, Schweiz und Österreich, sowie eine Tour in England im Sommer 2005, brachten erste Erfolge in der alternativen Szene (ua als Support von Die Happy, Liquido, Vanilla Sky sowie Tito & Tarantula).
2003 wurde die Demo-CD Daughter mit dem Produzenten Reinhard „Bux“ Brunner produziert und im selben Jahr erreichte Jerx auch das Finale des Grazer Newcomer Bandwettbewerbs, wodurch sie auch auf dem Sampler „Newcomer Bandwettbewerb Finalisten“ vertreten sind.
2007 unterzeichnete die Band bei Universal Publishing Germany einen Verlagsvertrag und zog Ende desselben Jahres nach Berlin. Ein Jahr später kam das Album Pissed Off Best Of heraus und mit diesem Album stieg die Band im September 2008 in die Ö3 Austria Top 40 ein. Im Sommer des gleichen Jahres gewann die Band auch das Xbox 360 Soundtrack Programm mit ihrem Beitrag zum Trailer vom Spiel Dead or Alive Xtreme 2 der Videospielreihe Dead or Alive. 2009 erschien das 2. Studioalbum See U Soon.

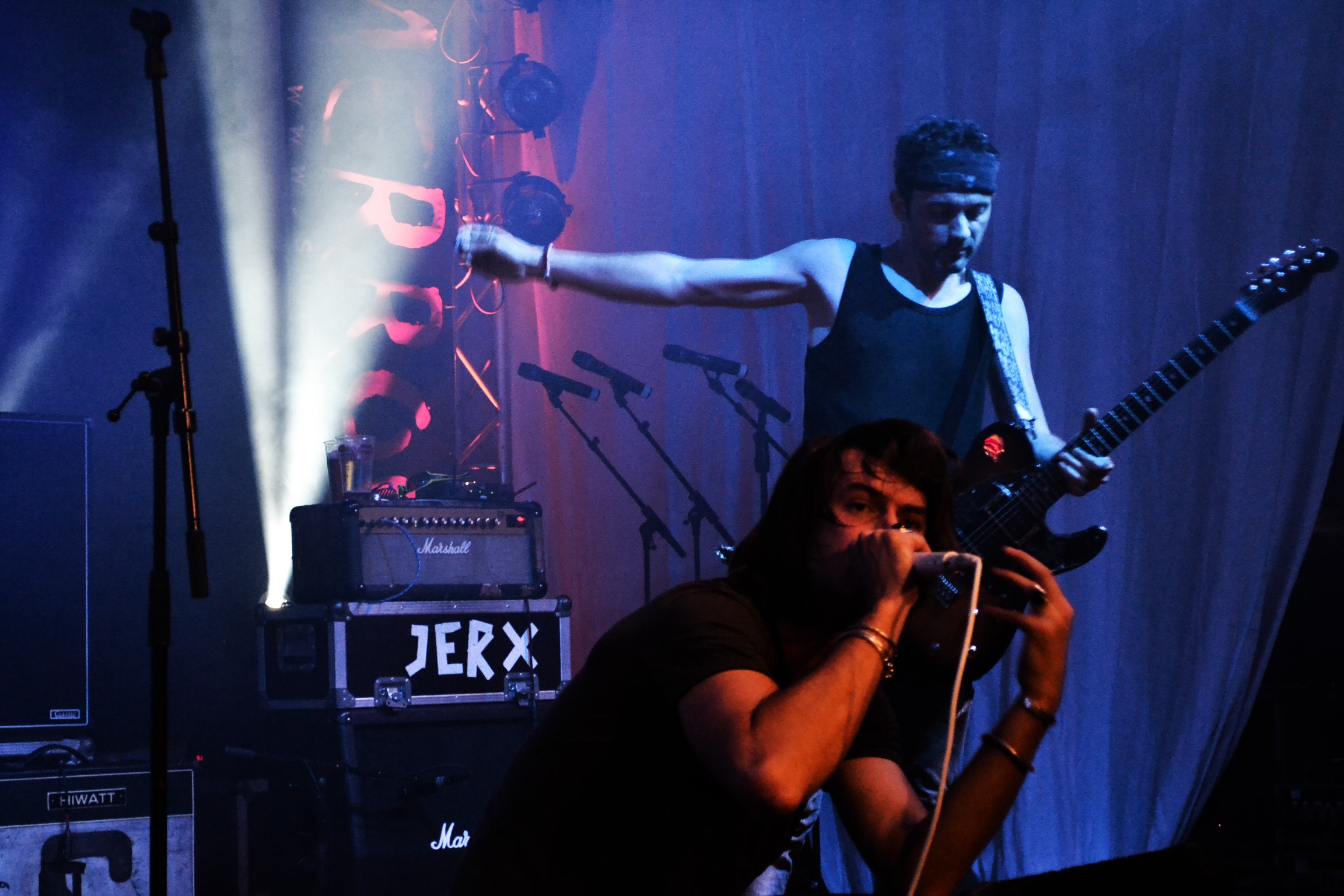
Jerx Live at Summerrock Festival, Aspang/Wechsel (AUT)

Jerx war auch musikalisch für verschiedene österreichische Filmproduktionen tätig. Gemeinsam mit dem Salzburger Rapper Emkay1 komponierten Jerx den Titelsong zum Film Heile Welt (Regie Jakob Moritz Erwa), der 2007 den Hauptpreis in der Kategorie Bester Spielfilm 2007 des Filmfestivals Diagonale gewann. Im Musikvideo Home Sweet Home zum Kinofilm Schlimmer geht’s nimmer von David Unger wirkten die Pornodarstellerin Monica Sweetheart sowie der Schauspieler Olaf Krätke (Wickie und die starken Männer) mit.
Die Gruppe absolvierte Auftritte vor größerem Publikum u. a. beim FM4 Frequency Festival 2007, am Donauinselfest in Wien 2008, sowie bei „NRJ in the Park“ am Wannsee Berlin 2008 und beim Open-Air-Festival in Uelzen 2009, u. a. mit Jan Delay, Silbermond und Selig.
Aktuell arbeitet die Band an ihrem 3. Studioalbum, dessen Veröffentlichung für 2013 geplant war. Aufgrund eines Diebstahls in den Studios von MIXBerlin verzögerte sich die Veröffentlichung.

## Trivia
- Der Song Killergirl ist neben Songs von Marilyn Manson, Korn und Prodigy auf Universal Musics Aerodrome-Sampler zu finden.
- Bekannt ist Jerx auch durch ihre kuriose Bühnenshow. So verschenkt beispielsweise Sänger Vindaloo in einem Song selbstgedrucktes Geld, springt ins Schlagzeug, macht am Ende der Auftritte Handstände, oder Gitarrist Harii aka TyIckX begibt sich ins Publikum und lässt einen Gast auf der Gitarre den Song zu Ende spielen und zerschneidet Gitarrensaiten.

## Auszeichnungen
- Austrian Newcomer Award 2006
- Rockin’ Movies-Award 2007 (Plätze 2 und 4)
- Rockin’ Movies-Award 2009 (1. Platz)
- Young Austrian Music Award 2009 (in der Kategorie „Beste Band“)

## Diskografie

### Alben
- 2003: Daughter (Demo-CD)
- 2005: What the Fuck (Pre-Release CD)
- 2007: Heile Welt – Tour CD
- 2008: Pissed Off Best Of
- 2009: See U Soon
- 2014: The ToXRoX Years

### Kompilationen
- 2003: Platoo Songwriter Sampler
- 2003: Newcomer Bandwettbewerb – Finalisten 2003
- 2005: Universal Music- "Aerodrome Sampler 2005"
- 2005: Microsoft Soundinvasion – XBOX 360
- 2006: Sampler – "Austrian Newcomer Award Vol.1"
- 2006: 4444 seconds of austrian pop!-music volume 06
- 2007: SCHUBUMKEHR Volme #3
- 2007: EUROPAVOX compilation #2, Paris
- 2007: XBOX live – MICROSOFT

### Musikvideos und Filmmusik
- 2003: Alone (Regie: Jakob M. Erwa)
- 2007: Perfect Sin (Regie: Manuel Koppensteiner)
- 2007: Sylvester (Spielfilm, Titelmusik)
- 2007: Heile Welt (Kino-Spielfilm, Titelmusik)
- 2007: Fick die Welt / Ignore the World (Musikvideo, feat. Emkay1, Regie: Jakob M. Erwa)
- 2008: Schlimmer geht’s nimmer (Kino-Spielfilm, Titelmusik)
- 2008: Home Sweet Home (Regie: David Unger)
- 2008: Better Stop This (Regie: Jerx, Kamera & Bearbeitung: Manuel Koppensteiner)
- 2009: Pleased to Meet You (Regie: Jakob M. Erwa)
- 2010: Money (Regie: Jakob M. Erwa, Illustrationen/Animationen: Fausto Sammali)
- 2014: Tell Me What You Want
- 2015: Dangerous (feat. David Guetta on Copyrights)